# Pterolophia varians
Pterolophia varians là một loài bọ cánh cứng trong họ Cerambycidae.